# Live '77
Pour plus de détails, voir Fiche technique et Distribution.
Live '77 est un DVD d'AC/DC sorti en janvier 2003 au Japon. Il a été enregistré live au Golders Green Hippodrome, Londres, le 27 octobre 1977.
Les vidéos de Hell Ain't a Bad Place to Be et Rocker de ce concert ont été incluses dans le double DVD Plug Me In, réalisé le 12 octobre 2007. Le 3e DVD de l'édition deluxe de Plug Me In inclut La vidéo de Let There Be Rock de ce concert.

## Liste des titres
1. Let There Be Rock
2. Problem Child
3. Hell Ain't a Bad Place to Be
4. Whole Lotta Rosie
5. Bad Boy Boogie
6. Rocker
7. T.N.T.

## Formation
- Bon Scott : Chant
- Angus Young : Guitare solo
- Malcolm Young : Guitare rythmique
- Cliff Williams : Basse
- Phil Rudd : Batterie